# Coupe de France de rugby à XIII 1956-1957
Navigation
Édition précédente Édition suivante
La Coupe de France de rugby à XIII 1956-1957 est la 19e édition de la Coupe de France, compétition à élimination directe mettant aux prises des clubs de rugby à XIII amateurs et professionnels affiliés à la Fédération française de jeu à XIII (aujourd'hui Fédération française de rugby à XIII).

## Phase finale
|  | Huitièmes de finale          | Huitièmes de finale          | Huitièmes de finale           | Huitièmes de finale          |              |              | Quarts de finale          | Quarts de finale          | Quarts de finale          | Quarts de finale          |  |  | Demi-finales              | Demi-finales              | Demi-finales              | Demi-finales              |  |  | Finale                       | Finale                       | Finale                       | Finale                       |
|  |                              |                              |                               |                              |              |              |                           |                           |                           |                           |  |  |                           |                           |                           |                           |  |  |                              |                              |                              |                              |
|  | Le 17 mars 1957 à Carpentras | Le 17 mars 1957 à Carpentras | Le 17 mars 1957 à Carpentras  | Le 17 mars 1957 à Carpentras |              |              | Le 7 avril 1957 à Avignon | Le 7 avril 1957 à Avignon | Le 7 avril 1957 à Avignon | Le 7 avril 1957 à Avignon |  |  | Le 5 mai 1957 à Cavaillon | Le 5 mai 1957 à Cavaillon | Le 5 mai 1957 à Cavaillon | Le 5 mai 1957 à Cavaillon |  |  | Le 19 mai 1957 à Carcassonne | Le 19 mai 1957 à Carcassonne | Le 19 mai 1957 à Carcassonne | Le 19 mai 1957 à Carcassonne |
|  | Marseille                    | Marseille                    | 13                            | 13                           |              |              | Le 7 avril 1957 à Avignon | Le 7 avril 1957 à Avignon | Le 7 avril 1957 à Avignon | Le 7 avril 1957 à Avignon |  |  | Le 5 mai 1957 à Cavaillon | Le 5 mai 1957 à Cavaillon | Le 5 mai 1957 à Cavaillon | Le 5 mai 1957 à Cavaillon |  |  | Le 19 mai 1957 à Carcassonne | Le 19 mai 1957 à Carcassonne | Le 19 mai 1957 à Carcassonne | Le 19 mai 1957 à Carcassonne |
|  | Marseille                    | Marseille                    | 13                            | 13                           |              |              | Le 7 avril 1957 à Avignon | Le 7 avril 1957 à Avignon | Le 7 avril 1957 à Avignon | Le 7 avril 1957 à Avignon |  |  | Le 5 mai 1957 à Cavaillon | Le 5 mai 1957 à Cavaillon | Le 5 mai 1957 à Cavaillon | Le 5 mai 1957 à Cavaillon |  |  | Le 19 mai 1957 à Carcassonne | Le 19 mai 1957 à Carcassonne | Le 19 mai 1957 à Carcassonne | Le 19 mai 1957 à Carcassonne |
|  | Cavaillon                    | Cavaillon                    | 6                             | 6                            |              |              | Le 7 avril 1957 à Avignon | Le 7 avril 1957 à Avignon | Le 7 avril 1957 à Avignon | Le 7 avril 1957 à Avignon |  |  | Le 5 mai 1957 à Cavaillon | Le 5 mai 1957 à Cavaillon | Le 5 mai 1957 à Cavaillon | Le 5 mai 1957 à Cavaillon |  |  | Le 19 mai 1957 à Carcassonne | Le 19 mai 1957 à Carcassonne | Le 19 mai 1957 à Carcassonne | Le 19 mai 1957 à Carcassonne |
|  | Cavaillon                    | Cavaillon                    | 6                             | 6                            | Marseille    | Marseille    | 7                         | 7                         |                           |                           |  |  | Le 5 mai 1957 à Cavaillon | Le 5 mai 1957 à Cavaillon | Le 5 mai 1957 à Cavaillon | Le 5 mai 1957 à Cavaillon |  |  | Le 19 mai 1957 à Carcassonne | Le 19 mai 1957 à Carcassonne | Le 19 mai 1957 à Carcassonne | Le 19 mai 1957 à Carcassonne |
|  | Le 17 mars 1957 à Roanne     |                              |                               |                              | Marseille    | Marseille    | 7                         | 7                         |                           |                           |  |  | Le 5 mai 1957 à Cavaillon | Le 5 mai 1957 à Cavaillon | Le 5 mai 1957 à Cavaillon | Le 5 mai 1957 à Cavaillon |  |  | Le 19 mai 1957 à Carcassonne | Le 19 mai 1957 à Carcassonne | Le 19 mai 1957 à Carcassonne | Le 19 mai 1957 à Carcassonne |
|  |                              |                              | Lyon                          | Lyon                         | 13           | 13           |                           |                           |                           |                           |  |  | Le 5 mai 1957 à Cavaillon | Le 5 mai 1957 à Cavaillon | Le 5 mai 1957 à Cavaillon | Le 5 mai 1957 à Cavaillon |  |  | Le 19 mai 1957 à Carcassonne | Le 19 mai 1957 à Carcassonne | Le 19 mai 1957 à Carcassonne | Le 19 mai 1957 à Carcassonne |
|  | Lyon                         | Lyon                         | Lyon                          | Lyon                         | 13           | 13           | 55                        | 55                        |                           |                           |  |  | Le 5 mai 1957 à Cavaillon | Le 5 mai 1957 à Cavaillon | Le 5 mai 1957 à Cavaillon | Le 5 mai 1957 à Cavaillon |  |  | Le 19 mai 1957 à Carcassonne | Le 19 mai 1957 à Carcassonne | Le 19 mai 1957 à Carcassonne | Le 19 mai 1957 à Carcassonne |
|  | Lyon                         | Lyon                         | Le 7 avril 1957 à Toulouse    |                              |              |              | 55                        | 55                        |                           |                           |  |  | Le 5 mai 1957 à Cavaillon | Le 5 mai 1957 à Cavaillon | Le 5 mai 1957 à Cavaillon | Le 5 mai 1957 à Cavaillon |  |  | Le 19 mai 1957 à Carcassonne | Le 19 mai 1957 à Carcassonne | Le 19 mai 1957 à Carcassonne | Le 19 mai 1957 à Carcassonne |
|  | Bayonne                      | Bayonne                      | 10                            | 10                           |              |              |                           |                           |                           |                           |  |  | Le 5 mai 1957 à Cavaillon | Le 5 mai 1957 à Cavaillon | Le 5 mai 1957 à Cavaillon | Le 5 mai 1957 à Cavaillon |  |  | Le 19 mai 1957 à Carcassonne | Le 19 mai 1957 à Carcassonne | Le 19 mai 1957 à Carcassonne | Le 19 mai 1957 à Carcassonne |
|  | Bayonne                      | Bayonne                      | 10                            | 10                           | Marseille    | Marseille    | 27                        | 27                        |                           |                           |  |  |                           |                           |                           |                           |  |  | Le 19 mai 1957 à Carcassonne | Le 19 mai 1957 à Carcassonne | Le 19 mai 1957 à Carcassonne | Le 19 mai 1957 à Carcassonne |
|  | Le 17 mars 1957 à Nîmes      |                              |                               |                              | Marseille    | Marseille    | 27                        | 27                        |                           |                           |  |  |                           |                           |                           |                           |  |  | Le 19 mai 1957 à Carcassonne | Le 19 mai 1957 à Carcassonne | Le 19 mai 1957 à Carcassonne | Le 19 mai 1957 à Carcassonne |
|  |                              |                              | Avignon                       | Avignon                      | 0            | 0            |                           |                           |                           |                           |  |  |                           |                           |                           |                           |  |  | Le 19 mai 1957 à Carcassonne | Le 19 mai 1957 à Carcassonne | Le 19 mai 1957 à Carcassonne | Le 19 mai 1957 à Carcassonne |
|  | Avignon                      | Avignon                      | Avignon                       | Avignon                      | 0            | 0            | 42                        | 42                        |                           |                           |  |  |                           |                           |                           |                           |  |  | Le 19 mai 1957 à Carcassonne | Le 19 mai 1957 à Carcassonne | Le 19 mai 1957 à Carcassonne | Le 19 mai 1957 à Carcassonne |
|  | Avignon                      | Avignon                      | Le 5 mai 1957 à Carcassonne   |                              |              |              | 42                        | 42                        |                           |                           |  |  |                           |                           |                           |                           |  |  | Le 19 mai 1957 à Carcassonne | Le 19 mai 1957 à Carcassonne | Le 19 mai 1957 à Carcassonne | Le 19 mai 1957 à Carcassonne |
|  | Limoux                       | Limoux                       | 16                            | 16                           |              |              |                           |                           |                           |                           |  |  |                           |                           |                           |                           |  |  | Le 19 mai 1957 à Carcassonne | Le 19 mai 1957 à Carcassonne | Le 19 mai 1957 à Carcassonne | Le 19 mai 1957 à Carcassonne |
|  | Limoux                       | Limoux                       | 16                            | 16                           | Avignon      | Avignon      | 11                        | 11                        |                           |                           |  |  |                           |                           |                           |                           |  |  | Le 19 mai 1957 à Carcassonne | Le 19 mai 1957 à Carcassonne | Le 19 mai 1957 à Carcassonne | Le 19 mai 1957 à Carcassonne |
|  | Le 17 mars 1957 à Bordeaux   |                              |                               |                              | Avignon      | Avignon      | 11                        | 11                        |                           |                           |  |  |                           |                           |                           |                           |  |  | Le 19 mai 1957 à Carcassonne | Le 19 mai 1957 à Carcassonne | Le 19 mai 1957 à Carcassonne | Le 19 mai 1957 à Carcassonne |
|  |                              |                              | Albi                          | Albi                         | 10           | 10           |                           |                           |                           |                           |  |  |                           |                           |                           |                           |  |  | Le 19 mai 1957 à Carcassonne | Le 19 mai 1957 à Carcassonne | Le 19 mai 1957 à Carcassonne | Le 19 mai 1957 à Carcassonne |
|  | Albi                         | Albi                         | Albi                          | Albi                         | 10           | 10           | 20                        | 20                        |                           |                           |  |  |                           |                           |                           |                           |  |  | Le 19 mai 1957 à Carcassonne | Le 19 mai 1957 à Carcassonne | Le 19 mai 1957 à Carcassonne | Le 19 mai 1957 à Carcassonne |
|  | Albi                         | Albi                         | Le 7 avril 1957 à Lyon        |                              |              |              | 20                        | 20                        |                           |                           |  |  |                           |                           |                           |                           |  |  | Le 19 mai 1957 à Carcassonne | Le 19 mai 1957 à Carcassonne | Le 19 mai 1957 à Carcassonne | Le 19 mai 1957 à Carcassonne |
|  | Bataillon de Joinville       | Bataillon de Joinville       | 5                             | 5                            |              |              |                           |                           |                           |                           |  |  |                           |                           |                           |                           |  |  | Le 19 mai 1957 à Carcassonne | Le 19 mai 1957 à Carcassonne | Le 19 mai 1957 à Carcassonne | Le 19 mai 1957 à Carcassonne |
|  | Bataillon de Joinville       | Bataillon de Joinville       | 5                             | 5                            | Marseille    | Marseille    | 11                        | 11                        |                           |                           |  |  |                           |                           |                           |                           |  |  |                              |                              |                              |                              |
|  | Le 17 mars 1957 à Tonneins   |                              |                               |                              | Marseille    | Marseille    | 11                        | 11                        |                           |                           |  |  |                           |                           |                           |                           |  |  |                              |                              |                              |                              |
|  |                              |                              | XIII Catalan                  | XIII Catalan                 | 0            | 0            |                           |                           |                           |                           |  |  |                           |                           |                           |                           |  |  |                              |                              |                              |                              |
|  | XIII Catalan                 | XIII Catalan                 | XIII Catalan                  | XIII Catalan                 | 0            | 0            | 24                        | 24                        |                           |                           |  |  |                           |                           |                           |                           |  |  |                              |                              |                              |                              |
|  | XIII Catalan                 | XIII Catalan                 |                               |                              |              |              |                           | 24                        |                           |                           |  |  |                           |                           |                           |                           |  |  |                              |                              |                              |                              |
|  | Facture                      | Facture                      | 9                             | 9                            |              |              |                           |                           |                           |                           |  |  |                           |                           |                           |                           |  |  |                              |                              |                              |                              |
|  | Facture                      | Facture                      | 9                             | 9                            | XIII Catalan | XIII Catalan | 11                        | 11                        |                           |                           |  |  |                           |                           |                           |                           |  |  |                              |                              |                              |                              |
|  | Le 17 mars 1957 à Lézignan   |                              |                               |                              | XIII Catalan | XIII Catalan | 11                        | 11                        |                           |                           |  |  |                           |                           |                           |                           |  |  |                              |                              |                              |                              |
|  |                              |                              | Carcassonne                   | Carcassonne                  | 9            | 9            |                           |                           |                           |                           |  |  |                           |                           |                           |                           |  |  |                              |                              |                              |                              |
|  | Carcassonne                  | Carcassonne                  | Carcassonne                   | Carcassonne                  | 9            | 9            | 43                        | 43                        |                           |                           |  |  |                           |                           |                           |                           |  |  |                              |                              |                              |                              |
|  | Carcassonne                  | Carcassonne                  | Le 7 avril 1957 à Carcassonne |                              |              |              | 43                        | 43                        |                           |                           |  |  |                           |                           |                           |                           |  |  |                              |                              |                              |                              |
|  | Carpentras                   | Carpentras                   | 8                             | 8                            |              |              |                           |                           |                           |                           |  |  |                           |                           |                           |                           |  |  |                              |                              |                              |                              |
|  | Carpentras                   | Carpentras                   | 8                             | 8                            | XIII Catalan | XIII Catalan | 28                        | 28                        |                           |                           |  |  |                           |                           |                           |                           |  |  |                              |                              |                              |                              |
|  | Le 17 mars 1957 à Albi       |                              |                               |                              | XIII Catalan | XIII Catalan | 28                        | 28                        |                           |                           |  |  |                           |                           |                           |                           |  |  |                              |                              |                              |                              |
|  |                              |                              | Lézignan                      | Lézignan                     | 3            | 3            |                           |                           |                           |                           |  |  |                           |                           |                           |                           |  |  |                              |                              |                              |                              |
|  | Lézignan                     | Lézignan                     | Lézignan                      | Lézignan                     | 3            | 3            | 11                        | 11                        |                           |                           |  |  |                           |                           |                           |                           |  |  |                              |                              |                              |                              |
|  | Lézignan                     | Lézignan                     |                               |                              |              |              |                           | 11                        |                           |                           |  |  |                           |                           |                           |                           |  |  |                              |                              |                              |                              |
|  | Villeneuve-sur-Lot           | Villeneuve-sur-Lot           | 10                            | 10                           |              |              |                           |                           |                           |                           |  |  |                           |                           |                           |                           |  |  |                              |                              |                              |                              |
|  | Villeneuve-sur-Lot           | Villeneuve-sur-Lot           | 10                            | 10                           | Lézignan     | Lézignan     | 13                        | 13                        |                           |                           |  |  |                           |                           |                           |                           |  |  |                              |                              |                              |                              |
|  | Le 17 mars 1957 à Bayonne    |                              |                               |                              | Lézignan     | Lézignan     | 13                        | 13                        |                           |                           |  |  |                           |                           |                           |                           |  |  |                              |                              |                              |                              |
|  |                              |                              | Toulouse                      | Toulouse                     | 7            | 7            |                           |                           |                           |                           |  |  |                           |                           |                           |                           |  |  |                              |                              |                              |                              |
|  | Toulouse                     | Toulouse                     | Toulouse                      | Toulouse                     | 7            | 7            | 15                        | 15                        |                           |                           |  |  |                           |                           |                           |                           |  |  |                              |                              |                              |                              |
|  | Toulouse                     | Toulouse                     |                               |                              |              |              |                           | 15                        |                           |                           |  |  |                           |                           |                           |                           |  |  |                              |                              |                              |                              |
|  | Bordeaux                     | Bordeaux                     | 11                            | 11                           |              |              |                           |                           |                           |                           |  |  |                           |                           |                           |                           |  |  |                              |                              |                              |                              |
|  | Bordeaux                     | Bordeaux                     | 11                            | 11                           |              |              |                           |                           |                           |                           |  |  |                           |                           |                           |                           |  |  |                              |                              |                              |                              |
|  |                              |                              |                               |                              |              |              |                           |                           |                           |                           |  |  |                           |                           |                           |                           |  |  |                              |                              |                              |                              |

## Finale - 19 mai 1957
(mt : 3 - 0)
Points marqués :
- Marseille : 1 essai de Lavantès (17e), Carmouze (?) et Acquaviva (?) ; 1 pénalité de ? (?).
- XIII Catalan :

Arbitre : M. 
Évolution du score : 3-0 (mi-temps), ?
Spectateurs : 
Composition des équipes :
- Marseille : Albert Trione - Jean Mariat, Denis Morelli, Albert Lavantes, Roger Carmouze - Auguste Ambert (o), Gérard Lignières (m) - Antoine Cruciani, André Gay, René Ferrero, François Rinaldi, Jean Acquaviva, Gabriel Rinaldi - Entraîneur : Jean Duhau
- XIII Catalan : Puig-Aubert - René Mestres, Roger Cayro, Robert Pouderoux, André Bourreil - Francis Lévy (o), René Brousse (m) - José Guasch, René Moulis, Henri Delhoste, Jean Pambrun, Robert Médus, Raymond Jochem - Entraîneur : Jep Maso